# Rezerwat przyrody Bytyńskie Brzęki
Rezerwat przyrody Bytyńskie Brzęki – florystyczny rezerwat przyrody położony w gminie Kaźmierz w powiecie szamotulskim, w województwie wielkopolskim, w kompleksie Las Bytyński na południe od wsi Bytyń.

## Charakterystyka
Rezerwat utworzono w 1959 roku, obejmuje obszar 15,15 ha (akt powołujący podawał 14,24 ha). Ochronie podlega, podobnie jak w rezerwacie Brzęki przy Starej Gajówce, las grądowy wraz z okazami jarzębu brekinii (inaczej nazywanego brzękiem).
Drzewostan z udziałem sosny, modrzewia, dębu, brzozy i grabu w wieku 70–120 lat, zawiera 138 zinwentaryzowanych brzęków o pierśnicy od 8 do 42 cm i największej wysokości 24 metry. W podszycie istnieją liczne naloty tego gatunku. Ponadto rosną tu pomnikowe dęby, a także wawrzynek wilczełyko i wiciokrzew pomorski.
W lasach bytyńskich znajdują się zbiorowe mogiły rozstrzeliwanych tu w czasie II wojny światowej Polaków z nieznanych miejscowości.
W pobliżu znajdują się rezerwaty:
- Rezerwat przyrody Brzęki przy Starej Gajówce
- Rezerwat przyrody Huby Grzebieniskie
- Rezerwat przyrody Duszniczki

Do wszystkich można dotrzeć z  zielonego szlaku pieszego Bytyń – Duszniki